# Aechmea dichlamydea
Aechmea dichlamydea là một loài thực vật có hoa trong họ Bromeliaceae. Loài này được Baker mô tả khoa học đầu tiên năm 1879.